# Протести в Греції (2010—2012)

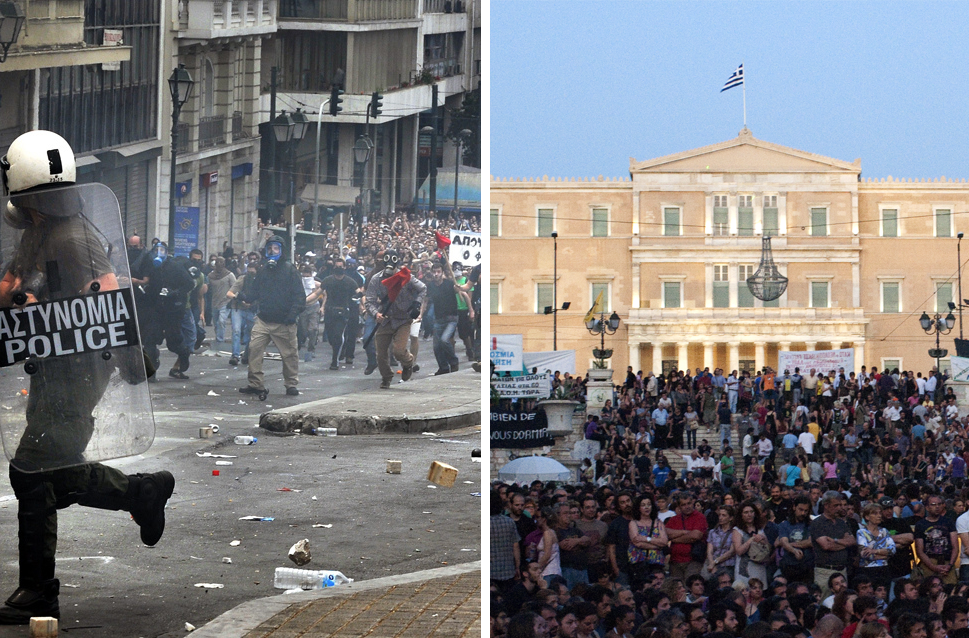
Протести 2010 року

Загальнонаціональний страйк у Греції розпочався як всегрецький страйк державних службовців 4 травня 2010 року у відповідь на урядову програму жорсткої економії, впроваджену задля подолання боргової кризи 2010 року.
Активну участь в організації масових демонстрацій та акцій протесту взяли грецькі профспілки. На їх думку, запропоновані урядом Йоргоса Папандреу заходи щодо виходу з кризи несправедливі, а від запропонованих заходів зі скорочення бюджетного дефіциту в першу чергу постраждають рядові працівники, власників великих компаній і фінансистів, винних у кризі, вони не зачеплять. Джон Монкс, голова Європейської конфедерації профспілок, зауважив:
| Тепер вже кожен зрозумів, що відповідь Євросоюзу була нерішучою, невдало сформульованою, а зараз вже стала безумовно небезпечною не тільки для Греції, але і для всіх країн ЄС. Оригінальний текст (рос.) Теперь уже каждый понял, что ответ Евросоюза был нерешительным, неудачно сформулированным, а сейчас уже стал определённо опасным не только для Греции, но и для всех стран ЕС. |
На заклик Загальної конфедерації праці Греції до протестувальників 5 травня приєдналися працівники приватного сектора. Події 5 травня обернулись справжньою трагедію: демонстрація переросла у масове заворушення, 3 особи загинули під час підпалів будинків, десятки отримали травми. Кореспонденти Euronews, описуючи події 5 травня повідомили:
| Атаковано банки і парламент: в Афінах вже не залишилося установ, в яких можна відчувати себе в безпеці. Іншими словами — Греція пережила сьогодні громадянську війну. Оригінальний текст (рос.) Атакованы банки и парламент : в Афинах уже не осталось учреждений, в которых можно чувствовать себя в безопасности. Другими словами – Греция пережила сегодня гражданскую войну |

## Передумови та попередні події
З лютого 2010 року в країні регулярно відбуваються страйки. Загальнонаціональний страйк та наймасовіший відбувся 24 лютого 2010 року на знак незгоди з надзвичайними урядовими заходами з порятунку економіки. Впродовж страйку повністю закрився повітряний простір; на приколі стояли потяги та пороми; навіть музеї не приймали туристів. Страйк супроводжувався зіткненнями із поліцією, яка змушена була використати сльозогінний газ.
На початку березня в Афінах і Салоніках відбулись масові демонстрації, що супроводжувались зіткненнями із поліцією. Ці акції протесту стали наймасовішими з часу оприлюднення урядом соціалістів плану скорочення національного боргу країни та приборкання бюджетного дефіциту. Програма уряду, аби впродовж 2010 року знизити цей показник до 8,7%, а також зменшити національний борг, що становить 300 млрд. євро, передбачає такі заходи: заморожування зарплат працівникам бюджетної сфери, 10-відсоткове скорочення допомоги працівникам держсектора, підвищення пенсійного віку до 2015 року до 63 років, а також збільшення акцизів на бензин, алкоголь і тютюн. 4 березня в одній з акцій протесту під час зіткнення з поліцією від сльозогінного газу постраждав національний герой Греції Маноліс Глезос, який отримав опік рогівки очей. Після цього інциденту влада вирішила відмовитись від сльозогінного газу для розгону демонстрантів.
У квітні страйки та акції протесту поновились. Зокрема з 23 квітня маніфестанти на 2 доби заблокували Пірейський порт — найбільший пасажирський порт Європи. 24 квітня відбувся 24-годинний загальнонаціональний страйк держслужбовців, у якому взяли всі державні установи, включаючи міністерства та відомства, податкові інспекції, страхові фонди, державні банки та митниці. Також страйкували вчителі шкіл і викладачі вишів. Серед страйкарів опинилися також судові працівники і актори. 30 квітня 2010 року в Афінах відбулись зіткнення протестуючих із поліцією.
Крім того непоодинокими були випадки вибухів саморобних пристроїв у столиці Греції та Салоніках, зокрема у лютому та на початку квітня.

## 4 і 5 травня
2 травня 2010 року 16 країн Євросоюзу та МВФ домовилися про виділення Греції фінансової допомоги в розмірі 110 млрд. євро (80 млрд від ЄС та ще 30 млрд від МВФ). Уряд країни прийняв пропозицію, у відповідь на це, а відтак і невідворотність прийняття програми скорочення бюджетних видатків, Загальна конфедерація праці Греції 4-5 травня організувала загальнонаціональний страйк держслужбовців, 5 травня до них приєдналися працівники приватного сектора. Мітингувальники планували припинити авіасполучення як всередині країни, так і міжнародне, роботу залізниці, закрити усі магазини; на роботу не вийшли медики та журналісти. Вже 4 травня до протестувальників приєдналися грецькі військовики.
4 травня зранку близько ста учасників комуністичної профспілки Всеробочий фронт боротьби (РАМЕ)) влаштували акцію протесту на Афінському акрополі. Вони встановили два великих транспаранти із гаслом «Вставайте, народи Європи!» англійською та грецькою мовами. Вдень зіткнення демонстрантів та поліції відбулись на площі Синтагма. Кілька десятків демонстрантів закидали поліцію біля будівлі Грецького парламенту каменями і пляшками з водою. У відповідь правоохоронці застосували сльозогінний газ.
Ввечері 4 квітня близько 50 вчителів, які працюють за тимчасовими контрактами і яким загрожує звільнення через уведені заходи економії зібрались біля державної телерадіокомпанії ERT. Після короткої бійки із загоном спецпризначення поліції близько десятка протестувальників проникли в студію, де йшов запис інтерв'ю з міністром освіти Анною Діамандопулу. Кілька людей також перервали випуск новин, що йшов у прямому ефірі.
5 травня розпочався загальнонаціональний страйк, до держслужбовців приєдналися працівники приватного сектора. По обіді демонстрація переросла у масове заворушення, ЗМІ повідомляли про 60 тисяч протестуючих тільки в столиці країни. В Афінах відбулась спроба штурмувати Грецький парламент: демонстранти закидали поліцейських камінням і пляшками із запальною сумішшю. Ті у відповідь застосували сльозогінний газ.
Протестуючі кидали пляшки із запальною сумішшю у вітрини магазинів та банків. Будівлю Marfin Bank підпалили, побачивши, що там працюють люди під час загального страйку. Внаслідок пожежі загинуло 3 особи: дві жінки, одна з яких була вагітною, і чоловік. Всі вони загинули, рятуючись від вогню.
Сталися й інші підпали, зокрема мітингувальники підпалили будівлю номархії Афін та ще одну будівлю поблизу парламенту. Для відновлення порядку в Афінах місцева влада мобілізували всіх працюючих в місті співробітників поліції. В підсумку 3 особи загинули, постраждали 29 поліцейських, 28 осіб затримані, з них 12 заарештовано.
5 травня масові заворушення відбулись і в Салоніках: молодь у масках громила магазини і банки, підпалювала сміттєві баки. Поліція застосувала сльозогінний газ, розігнавши не тільки нападників, а й частину тисячної демонстрації. Заворушення сталися у кількох районах міста, у тому числі біля університету, де забарикадувалася група молоді (оскільки університети в Греції недоторканні для поліції), яка закидала поліцію камінням. За підсумками заворушень в Салоніках затримано близько 30 осіб.

## Подальші події
6 травня профспілка банківських службовців Греції (ОТОЕ) оголосила 24-годинний страйк на знак протесту проти загибелі трьох працівників банку в Афінах. Крім уряду вони звинувачували керівництво комерційних банків, які заборонили своїм працівникам брати участь у страйку 5 травня і вимагали під час зіткнень залишатись на робочому місці. Судові медики встановили, що працівники банку не отримали серйозних опіків, а загинули від асфіксії. Грецькі профспілки працівників приватного сектора і держслужбовців закликали своїх учасників вийти на мітинг до будівлі парламенту в Афінах по обіді 6 квітня. Крім того усі профспілки країни засудили використання мітингуючими запальних сумішей та вандалізм, вчинений на вулицях грецьких міст 5 травня. Втім на афінській площі Синтагма демонстранти кидали в правоохоронців каміння та підпалювані сміттєві баки. Поліція застосувала сльозогінний газ. В ході зіткнень постраждали близько 60 осіб, у тому числі понад 40 поліцейських. 70 маніфестантів затримані.
7 травня відбулось поховання жертв заворушень 5 числа, траурна церемонія пройшла у передмісті Афін. 8 травня Всегрецька фармакологічна асоціація оголосила про 48-годинний страйк підприємств фармакології, у понеділок та вівторок 10-11 травня по всій країні не працюватимуть аптеки. 12 травня провели в Афінах черговий страйк найбільші грецькі профспілки держслужбовців АДЕДІ і працівників приватного сектора (GSEE). 15 травня масовий мітинг протесту в Афінах провела Комуністична партія Греції. 20 травня відбувся четвертий загальнонаціональний 24-годинний страйк проти змін у пенсійній системі: в країні на добу припинили роботу державні підприємства, банки, університети і школи, судові установи, у лікарнях приймали тільки в термінових випадках; припинилось залізничне сполучення, в Афінах не працював увесь громадський транспорт. Згідно з різними джерелами, у страйку взяли участь від 20 до 40 тисяч громадян. Для охорони правопорядку тільки в столиці мобілізували 1 700 поліцейських.
Крім того 13 травня в Афінах під стінами міської в'язниці пролунав потужний вибух. 15 травня в будівлі міського суду в Салоніках також стався вибух. Жодна з діючих у країні радикальних екстремістських угруповань не взяла на себе відповідальність за вибухи. 2 червня в Салоніках у відділенні Piraeus Bank 54-річний чоловік, клієнт банку, який зіштовхнувся з фінансовими труднощами, здійснив самопідпал.
26 травня прохання міністра економіки і торгового флоту Луки Кацелі почати діалог вкотре відхилила Федерація профспілок GSEE. Всегрецька морська федерація оголосила про 24-годинний страйк, який відбудеться 31 травня і розповсюдиться на всі порти Греції. 3 червня відбувся 24-годинний страйк транспортників та журналістів, крім них страйкували юристи та нотаріуси. Федерації профспілок GSEE і АДЕДІ проводять мітинг в центрі Афін 5 червня. 11 червня 2010 року відбувся 24-годинний страйк працівників залізничного транспорту, оскільки напередодні Кабінет міністрів Греції оприлюднив плани продати до 49% державної компанії TRAINOSE — монопольного оператора грецьких залізниць, водночас обговорювати план приватизації з працівниками влада відмовилась. Працівники сфери туризму провели 5-годинний страйк 15 червня. Генеральна конфедерація працівників Греції GSEE, а також Федерація державних службовців ADEDI провели нові акції протесту 16 червня на площі Клафтмонос в центрі Афін, аби уряд країни відмовився від впровадження нової пенсійної системи. Крім того страйкували працівники Афінського метрополітену, радіо і телебачення. Після прийняття урядом закону про лібералізацію ринку праці, який дозволить роботодавцям регулярно проводити скорочення штату працівників, очікується потужна хвиля страйків.
Вночі 23 червня 2010 року саморобний вибуховий пристрій спрацював у північному афінському районі Халандрі. Того ж дня страйкарі заблокували найбільший пасажирський порт Європи в Піреї (хоча 28 червня суд визнав страйк незаконним). Хвиля протесту прокотилася по 50 містах країни. Тисячі туристів постраждали через страйки грецьких моряків, співробітників портів і залізничників. Потяги перестали ходити навіть до Афінського аеропорту «Елефтеріос Венізелос». 24 червня від вибуху саморобного пристрою загинув ад'ютант міністра охорони правопорядку Греції Йоргос Васілакіс, який відкрив бомбу-пастку, надіслану як подарункова посилка. За вибухом могло стояти угрупування «Революційна боротьба». Черговий 24-годинний загальнонаціональний страйк відбувся 29 червня, керований профспілковими асоціаціями GSEE та ADEDY, в ньому взяли участь більше 3 мільйонів працівників державного і приватного секторів.
Новий загальнонаціональний 24-годинний страйк відбудеться 8 липня, протестні дії будуть спрямовані проти скорочення пенсій, підвищення пенсійного віку, зниження мінімальної заробітної плати і виплат за вислугу років. Федерація профспілок АДЕДІ оголосила про новий загальнонаціональний страйк 15 липня на знак незгоди з пенсійною реформою. Також працівники грецьких муніципалітетів захоплять будинки мерій на знак протесту проти плану укрупнення адміністративно-територіальної системи Греції, внаслідок чого службовці втратять роботу.
Наприкінці липня власники фур і бензовозів перекрили автомагістралі із вимогою відкликати законопроєкт про лібералізацію ринку вантажоперевезень — однієї з умов, під яку ЄС і МВФ видали Греції кредит. Через тривалі страйки країна опинилась на межі «бензинової» кризи: закрилась кожна друга заправка, у працюючих бензоколонок — багатогодинні черги. Це загрожує Афінам та Салонікам транспортним колапсом. У відповідь 28 липня Йоргос Папандреу ухвалив рішення про насильницьке припинення страйку водіїв вантажівок і автоцистерн — страйкуючих водіїв вантажівок будуть штрафувати і заарештовувати. 29 липня відбулось зіткнення страйкуючих водіїв та поліції. Поліція застосувала сльозогінний газ, а між тим страйк триває 4-й день. На бензозаправках немає палива. 30 липня більше 10 грецьких профспілок та громадських організацій подали в суд заяву з вимогою визнати недійсною угоду країни з Євросоюзом і МВФ. 31 липня страйк водіїв вантажівок закінчився, і постачання країни бензином поновилось.

## Друга хвиля страйків
Після місячної перерви у страйках 8-9 вересня страйкували Афінська приміська залізниця, залізнична компанія OSE (рух потягів припинився по всій країні на 6 годин), на 6 годин припинив роботу Афінський метрополітен. Основна вимога страйкарів — відмова уряду від планів приватизації галузі, оскільки нині грецький громадський транспорт дотаційний. 10 вересня про наміри провести страйки оголосили й профспілки Салонік напередодні відкриття 75-тої Міжнародної виставки. У церемонії відкриття взяв участь прем'єр-міністр Йоргос Папандреу, під час виступу голови уряду країни літній чоловік на знак протесту кинув у Папандреу черевиком; власне промова прем'єр-міністра викликала хвилю критики особливо від партії Нова Демократія.
13 вересня 2010 року страйк провели власники вантажівок та бензовозів. На добу зупинили свою роботу залізничники, водії вантажівок, власники бензоколонок. Профспілка працівників шляхів сполучення виступає проти бажання уряду приватизувати найбільшу монопольну компанію — «Організацію залізниць Греції». Її борги перевищують 10 мільярдів євро. Власники заправних станцій незадоволені тим, що влада встановила межу на роздрібну ціну пального, а працівники галузі протестують проти планів уряду скасувати закритий характер професії і в майбутньому видавати всім охочим ліцензії на вантажні перевезення. Водночас страйк викликав панічний попит на бензин. 20 вересня страйк водіїв автоцистерн, який триває вже майже тиждень, призвів практично до повного паралічу дорожнього руху на національних шосе країни. Працівники Організації грецьких залізниць оголосили страйк з 27 по 29 вересня включно. Страйк транспортників завершився тільки 1 жовтня 2010 року після кількох раундів переговорів влади із профспілками.
5 жовтня 2010 року страйк провели 24-годинний страйк працівники державних телеканалів та радіостанцій ERT, вимагаючи від уряду підписання колективних договорів з найму. 6 жовтня до страйкуючих приєдналися студенти навчальних закладів міст Патри, Салоніки, Афіни та острова Крит. Влада побоюється заворушень. 7 жовтня загальнонаціональний 24-годинний страйк провели державні службовці — транспортники, співробітники комунальних служб і міського господарства, медики, вчителі, журналісти, авіадиспетчери — керовані профспілкою ADEDY. Країна майже цілком паралізована страйком: закриті держустанови і школи, в медичних установах працюватимуть тільки служби екстреної допомоги, паралізоване транспортне сполучення, в тому числі пасажирське, а також громадський міський транспорт, скасовано низку внутрішніх авіарейсів.
14 жовтня 2010 року працівники міністерства культури Греції із тимчасовими контрактами заблокували вхід на Афінський акрополь. Влада застосувала силу примусу поліції. 21 жовтня відбудеться 24-годинний загальнонаціональний страйк працівників союзу археологів Греції.
В листопаді після перемоги на місцевих виборах у 8 із 13 периферій правлячої партії ПАСОК і заяви Йоргоса Папандреу про готовність продовжувати політику жорсткої економії та реформування економіки за підтримки переважної більшості населення Греції розпочалась нова хвиля страйків. 23 листопада 2010 року 24-годинний страйк провели моряки Греції, скасувавши усі внутрішні рейси, страйк подовжили щонайменше до 30 листопада, від чого значних збитків зазнають мешканці островів. Паралельно 30 листопада 24-годинний страйк оголосили працівники ЗМІ.
7 грудня 2010 року на 24 години припинили рух афінський трамвай та автобуси, добу також страйкували залізничники, внаслідок чого 35 маршрутів залишились без сполучення зі столицею. Столичний громадський транспорт не працював 12 та 13 грудня.
13 грудня 2010 року парламент почав слухання законопроєкту про трудові відносини, який передбачає чергове зниження заробітної платні працівникам державного сектора, а також поправки до податкового законодавства, на що працівники держсектору відповіли 48-годинним страйком. До 17 грудня подовжили страйк працівники громадського транспорту, зокрема в Афінах цього дня не працювали усі види громадського транспорту. Впродовж страйків 16 числа постраждали 23 поліцейських. 15 і 17 грудня на знак солідарності із протестуючими не працювала головна інформаційна агенція країни Афінська агенція новин — Македонська агенція новин. 20 грудня 2010 року афінський транспорт розпочав другий тиждень страйків. До початку січня 2011 року страйки тривають, на підтримку працівників громадського транспорту виступила Коаліція радикальних лівих.
16 січня відбулись масові заворушення в Афінах: здійснені підпали банкової установи, штаб-квартири партії ПАСОК та офісу будівельної компанії. 19 січня 24-годинний страйк провели працівники цивільної авіації, з 19 по 21 січня впродовж 3 діб оголошено страйк фармацевтів, який триває і до 31 січня та продовжений на наступний тиждень. 31 січня 24-годинний страйк оголосили працівники Афінського метрополітену, а весь тиждень страйкуватимуть інші працівники транспорту.
Новою хвилею насильства обернувся загальнонаціональний страйк 23 лютого 2011 року. Демонстранти кількістю близько 30 тисяч осіб заповнили центр Афін від площі Омонія до парку Педіон ту Ареос. Страйк очолили дві найбільші профспілки країни GSEE та ADEDY, кількість їх членів становить близько 1,2 млн осіб. Однак демонстрація швидко переросла у зіткнення із поліцію: протестуючі почали закидати правоохоронців камінням, коктейлями Молотова. Останні відповіли застосуванням сльозогінного газу та димових гранат. Заарештовано 9 осіб, серйозно постраждали 10 протестуючих та 15 поліцейських.
На початку березня 2011 року набрала поширення акція «Не буду платити!»: тисячі протестуючих виступили проти підвищення плати за проїзд у громадському транспорті та за користування платними автострадами.
29 і 30 березня 2011 року страйк провели працівники охорони здоров'я: вони виступають за продовження контрактів всіх лікарів Держфонду і за підвищення рівня медицини в країні.
7 квітня 2011 року працівники мас-медіа, від журналістів до адміністративних працівників та дистриб'юторів, оголосили два 48-годинні загальнонаціональні страйки, які триватимуть до ранку понеділка 11 квітня. Страйки очолили афінські профспілки ESIEA та EPIEA. Страйкарі вимагають від роботодавців укласти і ними задовільні колективні трудові угоди, зупинити скорочення заробітної плати, захисти права журналістів.
Водночас 7 квітня Асоціації грецької цивільної авіації (OSYPA) дала Міністерству фінансів Греції строк до кінця наступного тижня, аби виплатити заборгованість по заробітній платі. В іншому випадку Управління цивільної авіації від 15 квітня приступить до безстрокового страйку, що призведе до серйозних проблем у здійсненні міжнародних рейсів на початку туристичного сезону.
1 травня День міжнародної солідарності трудящих обернувся на масштабний мітинг протесту на афінській площі Синтагма, в якому взяли участь понад 3500 членів найбільших профспілок Греції.
6 травня розпочався 10-денний страйк працівників корпорації Hellenic Petroleum, що, імовірно, призведе до перебоїв у постачанні пальним. 11 травня відбувся спільний 24-годинний страйк профспілок GSEE і ADEDY.
Водночас вранці 10 травня 2011 року в афінському районі Патісія пограбований та вбитий Маноліс Кадаріс, 44-річний афінянин, який щойно відвіз дружину у пологовий будинок. Убивство мало неабиякий резонанс, особливо тому, що у Патісії мешкає чимало іммігрантів. Вже 11 травня центр Афін охопили масові заворушення, тисячі осіб вийшли на вулиці, трощили будівлі, вигукуючи «Іноземці їдуть з Греції». Наприкінці дня демонстрації переросли на напади на іммігрантів та зіткнення із поліцією. Наступного дня 12 травня в центрі Афін відбулися нові заворушення. Демонстранти закидали поліцію коктейлями Молотова, у відповідь грецька поліція застосувала сльозогінний газ та світошумові гранати. Цього дня поліцейські збили з ніг чоловіка, він отримав серйозні ушкодження, після чого розпочалося службове розслідування та кілька поліцейських були відсторонені. 13 травня міністр громадського порядку Христос Папуціс заявив, що відтепер міністерство бере курс на відновлення порядку в столиці, а прояви насильства як з боку громадян, так і з боку силових структур, суворо каратимуться.

### Рух «обурених громадян»
25 і 26 травня вперше відбулися мирні демонстрації проти економічної політики уряду. Рух «обурених громадян» заснований за іспанським зразком, без залучення профспілок та політиків.
5 червня близько 100 тисяч осіб зібралося у центрі Афін, Салонік та інших великих міст країни на знак протестів проти політики жорсткої економії, що проводиться урядом для подолання боргової кризи. Ця акція протесту стала вже 12-й за останні кілька днів, і її організатори обіцяли зробити її найбільшою за останні тижні.
12 червня у 19 день мирної демонстрації проти нових заходів уряду перед будівлею Парламенту на площі Синтагма в Афінах зібралося 20 тис. осіб. Загалом в останній тиждень у демонстраціях взяло участь близько 100 тис. осіб.
22 червня 2011 року уряд Греції за пропозицією нового міністра фінансів Евангелоса Венізелоса ухвалив, а пізніше Грецький парламент підтримав нову середньострокову програму жорсткої економії. Вона передбачає зниження мінімального індивідуального доходу, оподатковуваного податком на прибуток, з 12 тис. до 8 тис. євро на рік. Прийняття програми викликало нову хвилю протестів. 28 червня 2011 року розпочався 48-годинний загальнонаціональний страйк, організований двома найбільшими грецькими профспілками. Станом на 1 липня тільки в Афінах госпіталізовано через масові заворушення 99 осіб. Поранений 131 поліцейський, 38 осіб заарештовано.
Після досить тривалої перерви акції протесту поновились у вересні у зв'язку із введенням в дію нової програми скорочення держвитрат та введення нових податків, зокрема податку на нерухомість від 27 вересня. Останній не взмозі сплатити навіть віце-прем'єр-міністр держави Теодорос Пангалос. В інтерв'ю ЗМІ він заявив, що розпродасть частину нерухомості. Протестуючі знову вдавались до насильства. Зокрема група анархістів підпалила поліцейський автобус у центрі Афін 12 вересня. Кілька страйків провели робітники громадського транспорту, таксі та повітряного транспорту. Традиційно основними рушіями протестуючих залишаються найбільші профспілки країни: ADEDY, GSEE
У листопаді уряд Йоргоса Папандреу пішов у відставку. Новий перехідний уряд очолив Лукас Пападімос. Своїм головним завданням Пападімос назвав збереження членства Греції у Єврозоні. Між тим у ЗМІ все частіше з'являлися повідомлення про можливе виключення країни із зони євро та повернення до грецької драхми. Також у третьому кварталі 2011 року рівень безробіття в країні сягнув позначки 17,7% — рівня 1998 року.
В середині грудня широкі акції протесту провели грецькі пенсіонери.

## 2012 рік
2012 рік розпочався із суперечок через другий транш допомоги Греції у розмірі 130 млрд євро та списання частини державного боргу через низьку ефективність його скорочення. Перший масштабний страйк відбувся 13 січня 2012 року в Афінах, коли тисячі робітників державного сектора виступили проти скорочення робочих місць.
3 лютого влада ЄС висунула вимоги термінового впровадження від 6 лютого ще жорсткішої економії — у тому числі скорочення заробітних плат та пенсій на 20% (при цьому мінімальна зар. плата вже склала 750 євро). В обмін на це «трійка» пообіцяла збільшити розмір допомоги до 145 млрд. переговори уряду та «трійки» завершилися безрезультатно. Вже 7 лютого відбувся загальнонаціональний страйк на знак протесту проти нових заходів економії. В країні зупинився громадський транспорт. Незважаючи на протести, в яких взяли участь 20 тисяч греків, уряд підготував проєкт домовленості із ЄС. Однак лукас Пападімос так і не схилив лідерів партій дати згоду на скорочення пенсій.
У відповідь на новий план економії 10 та 11 лютого відбувся дводенний загальнонаціональний страйк. 11 лютого, коли уряд голосував за прийняття кредитної угоди із ЄС, мирні протести переросли у насильство. 13 лютого Афіни охопили пожежі: 18 будинків на площі Синтагма та дотичних вулицях горіли впродовж кількох годин, оскільки через багатотисячний натовп пожежні не могли гасити пожежу. Також відбулися зіткнення протестуючих із поліцією. Відомо, що того дня дим від пожеж пошкодив органи дихання багатьох афінян, серед постраждалих був і учасник протесті видатний грецький композитор Мікіс Теодоракіс.
29 лютого відбулися нові акції протесту, а грецькі профспілки закликали солідарних в інших країнах Європи також вийти на вулиці напередодні скликання саміту ЄС. В Афінах цього дня на площі Синтагма для протестуючих влаштував концерт грецький співак Маноліс Маціас.